# Falling Up (film)
Falling Up is een Amerikaanse film uit 2009 onder regie van David M. Rosenthal. De hoofdrollen worden vertolkt door Joseph Cross en Sarah Roemer. In Australië werd de film uitgebracht als The Golden Door.

## Verhaal
Henry, een verpleegkundige in opleiding is gedwongen te stoppen met zijn studie door familieredenen. Hij wordt de deurwaarder in een eliteappartement in New York. Hier wordt hij verliefd op een knappe inwoner van het gebouw, Scarlette Dowling.

## Rolverdeling
| Acteur             | Personage         |
| ------------------ | ----------------- |
| Joseph Cross       | Henry             |
| Sarah Roemer       | Scarlette Dowling |
| Snoop Dogg         | Raul              |
| Rachael Leigh Cook | Caitlin O'Shea    |
| Joe Pantoliano     | George            |
| Mimi Rogers        | Meredith          |
| Annette O'Toole    | Grace O'Shea      |
| Gordon Clapp       | Colin O'Shea      |